# Baba Rahman
Abdul Rahman Baba (sinh ngày 2 tháng 7 năm 1994), tên thường gọi là Baba Rahman, là cầu thủ bóng đá người Ghana chơi bóng ở vị trí hậu vệ cánh trái ở câu lạc bộ PAOK và đội tuyển quốc gia Ghana.
Baba Rahman được đào tạo ở câu lạc bộ Dreams FC, anh chơi trong giải Ghanaian Premier League với câu lạc bộ Asante Kotoko. Trong năm 2012, anh ký hợp đồng với câu lạc bộ Greuther Fürth giải Bundesliga, nơi anh chơi ở đó 2 mùa. Sau đó anh chơi cho FC Augsburg trước khi gia nhập Chelsea FC trong năm 2015 với mức giá 14 triệu bảng Anh, có khả năng tăng lên 22 triệu bảng Anh.
Rahman đã ra mắt sự nghiệp thi đấu quốc tế của mình trong năm 2014 và là một phần trong đội hình của đội tuyển quốc gia Ghana mà họ mà là á quân tại giải đấu cúp bóng đá châu Phi 2015.

## Sự nghiệp

### Ghana
Rahman khởi đầu sự nghiệp của anh ấy tại câu lạc bộ Dreams FC của giải Ghana Division Two. Sau mùa giải ấn tượng, anh ấy được cho mượn tới câu lạc bộ Asante Kotoko SC của giải Ghanaian Premier League với 1 mùa.
Mùa giải 2012, Rahman đã vào chung kết với giải thưởng cầu thủ triển vọng của năm, họ thua đội bóng Joshua Oniku.

## Thống kê sự nghiệp

### Câu lạc bộ
Tính đến ngày 22 tháng 5 năm 2021.
| Câu lạc bộ          | Mùa giải            | Giải đấu            | Giải đấu | Giải đấu | Cúp quốc gia | Cúp quốc gia | Châu Âu | Châu Âu | Khác | Khác | Tổng cộng | Tổng cộng |
| Câu lạc bộ          | Mùa giải            | Hạng                | Trận     | Bàn      | Trận         | Bàn          | Trận    | Bàn     | Trận | Bàn  | Trận      | Bàn       |
| ------------------- | ------------------- | ------------------- | -------- | -------- | ------------ | ------------ | ------- | ------- | ---- | ---- | --------- | --------- |
| Greuther Fürth      |                     |                     |          |          |              |              |         |         |      |      |           |           |
| 2012–13             | Bundesliga          | 20                  | 0        | 1        | 0            | —            | —       | —       | —    | 21   | 0         |           |
| 2013–14             | 2.Bundesliga        | 22                  | 0        | 1        | 0            | —            | —       | 2       | 0    | 25   | 0         |           |
| 2014–15             | 2.Bundesliga        | 2                   | 2        | 0        | 0            | —            | —       | —       | —    | 2    | 2         |           |
| Tổng cộng           | Tổng cộng           | Tổng cộng           | 44       | 2        | 2            | 0            | —       | —       | 2    | 0    | 48        | 2         |
| Augsburg            |                     |                     |          |          |              |              |         |         |      |      |           |           |
| 2014–15             | Bundesliga          | 31                  | 0        | 0        | 0            | —            | —       | —       | —    | 31   | 0         |           |
| 2015–16             | Bundesliga          | 0                   | 0        | 1        | 0            | —            | —       | —       | —    | 1    | 0         |           |
| Tổng cộng           | Tổng cộng           | Tổng cộng           | 31       | 0        | 1            | 0            | —       | —       | —    | —    | 32        | 0         |
| Chelsea             |                     |                     |          |          |              |              |         |         |      |      |           |           |
| 2015–16             | Premier League      | 15                  | 0        | 4        | 0            | 4            | 0       | 0       | 0    | 23   | 0         |           |
| Tổng cộng           | Tổng cộng           | Tổng cộng           | 8        | 0        | 4            | 0            | 4       | 0       | 0    | 0    | 16        | 0         |
| Schalke 04 (mượn)   |                     |                     |          |          |              |              |         |         |      |      |           |           |
| 2016–17             | Bundesliga          | 13                  | 0        | 2        | 0            | —            | —       | 6       | 1    | 21   | 1         |           |
| 2017–18             | Bundesliga          | 1                   | 0        | 0        | 0            | —            | —       | —       | —    | 1    | 0         |           |
| 2018–19             | Bundesliga          | 2                   | 0        | 1        | 0            | —            | —       | 1       | 0    | 4    | 0         |           |
| Tổng cộng           | Tổng cộng           | 16                  | 0        | 3        | 0            | —            | —       | 7       | 1    | 26   | 1         |           |
| Reims (mượn)        | 2018–19             | Ligue 1             | 11       | 1        | 0            | 0            | 0       | 0       | —    | —    | 11        | 1         |
| Mallorca (mượn)     | 2019–20             | La Liga             | 2        | 0        | 3            | 0            | —       | —       | —    | —    | 5         | 0         |
| PAOK (mượn)         | 2020–21             | Super League Greece | 13       | 1        | 4            | 0            | —       | —       | —    | —    | 17        | 1         |
| Tổng cộng sự nghiệp | Tổng cộng sự nghiệp | Tổng cộng sự nghiệp | 132      | 4        | 15           | 0            | 2       | 0       | 11   | 1    | 162       | 5         |

1. ↑  All appearances in Bundesliga play-offs

### Đội tuyển quốc gia
Tính đến ngày 2 tháng 12 năm 2022.
| Ghana     | Ghana | Ghana |
| Năm       | Trận  | Bàn   |
| --------- | ----- | ----- |
| 2014      | 5     | 0     |
| 2015      | 12    | 0     |
| 2016      | 7     | 0     |
| 2019      | 4     | 0     |
| 2020      | 2     | 0     |
| 2021      | 10    | 1     |
| 2022      | 11    | 0     |
| Tổng cộng | 51    | 1     |

#### Bàn thắng quốc tế
Bàn thắng và kết quả của Ghana được để trước
| #  | Ngày                | Địa điểm                                            | Đối thủ              | Bàn thắng | Kết quả | Giải đấu           |
| -- | ------------------- | --------------------------------------------------- | -------------------- | --------- | ------- | ------------------ |
| 1. | 28 tháng 3 năm 2021 | Sân vận động Thể thao Cape Coast, Cape Coast, Ghana | São Tomé và Príncipe | 3–0       | 3–1     | Vòng loại CAN 2021 |